# Characene
La Characene, anche nota come Mesene (in giudeo-aramaico: חבל ימא, Ḥevel Yama, "Terra mare"), fu un regno indipendente o semi-indipendente dell'evo antico sito all'estremo limite meridionale della Mesopotamia, in corrispondenza delle foci del Tigri e dell'Eufrate. La sua capitale era Charax Spasinu (Antiochia in Susiana), punto d'incrocio fra India e Mesopotamia. È assai probabile che la lingua ufficiale del regno fosse la Koinè, il greco parlato nelle regioni ellenistiche o ellenizzate.
Con il crollo dell'Impero achemenide ad opera di Alessandro Magno, la Mesopotamia passò prima ai Seleucidi poi ai Parti. Il regno nacque all'epoca del re seleucide Antioco IV (175-164 a.C.) come una satrapia; nel 127 a.C. circa il satrapo Aspasine si proclamò re. Nel 51 a.C. il regno comprendeva tutti i territori mesopotamici attorno al Golfo Persico. Fu occupato da Traiano e poi passò ai Parti, all'inizio del regno di Vologase IV (anni 150), diventando un regno semi-autonomo; con la caduta dei Parti il regno si disciolse.

## Etimologia
Il nome "Characene" deriva dal nome della capitale del regno, Charax Spasinu. Il regno era conosciuto anche con il nome più antico della regione, "Mesene", che sembra di origine persiana e che significa "terra dei bufali" o "terra delle pecore".

## Storia
La capitale della Characena, Alessandria in Susiana, fu originariamente fondata dal sovrano macedone Alessandro Magno, con l'intenzione di utilizzare la città come principale porto commerciale per la sua capitale orientale, Babilonia. La regione stessa divenne la "Satrapia del Mar Eritreo". Tuttavia, la città non fu mai all'altezza delle sue aspettative e fu distrutta alla metà del III secolo a.C. da un'alluvione. Solo sotto il regno del re seleucide Antioco IV Epifane la città fu ricostruita e ribattezzata Antiochia in Susiana. Dopo che la città fu completamente restaurata nel 166/5 a.C., Antioco IV nominò Aspasine governatore (eparca) di Antiochia e della "Satrapia del Mare Eritreo".
Durante questo periodo Antiochia in Susiana fiorì brevemente, fino alla morte improvvisa di Antioco IV nel 163 a.C., che indebolì l'autorità seleucide in tutto l'impero. Con l'indebolimento dei Seleucidi, molte entità politiche all'interno dell'impero dichiararono l'indipendenza, come la vicina regione di Characene, l'Elimaide, che si trovava in gran parte dell'attuale provincia del Khuzestan, nell'Iran meridionale. Aspasine, pur essendo ormai un sovrano più o meno indipendente, rimase un fedele suddito dei Seleucidi. La volontà di Aspasine di rimanere come governatore seleucide era forse dovuta all'esigenza di evitare l'interruzione dei redditizi scambi commerciali tra Antiochia e Seleucia. Sotto questo sovrano, la capitale di Characene, prese il nome di Charax Spasinu.
I sovrani del Characene erano persiani ellenizzati, pertanto usavano farsi rappresentare su monete coniate conformemente agli standard della monetazione greca, principalmente tetradramme d'argento con legende greche e, successivamente, aramaiche; poiché le monete erano datate secondo il calendario seleucide, è possibile ricostruire con certezza la successione dei monarchi.
Un famoso caraceno, Isidoro, fu l'autore di un trattato sulle rotte commerciali partiche, le Mansiones Parthicae. Gli abitanti di Palmira avevano una stazione commerciale permanente a Caracene. Molte iscrizioni menzionano il commercio carovaniero.
Oltre a Charax, altre città importanti erano Forat (presso il Tigri) e Apologo. Sulle sue monete Meredate (governato dal 131 al 150/151) si definisce re degli Omani. Questi ultimi sono menzionati sporadicamente dagli scrittori antichi. Secondo Plinio vivevano tra Petra e Charax. Secondo alcuni studiosi, per un certo periodo fecero parte della Characene. Sembra quindi che il regno si estendesse a sud del Golfo Persico. Tuttavia, la lettura e l'interpretazione delle legende sulle monete del re è problematica.
Nel 115 l'imperatore romano Traiano conquistò la Mesopotamia come parte principale della sua campagna partica. Raggiunse anche Caracene, dove vide le navi dirette in India. Secondo Cassio Dione, Attambelo VII regnava ed era amico dell'imperatore. Anche gli abitanti di Charax Spasinu sono descritti come amichevoli nei confronti dell'imperatore. Nei due anni successivi, la Characene rimase molto probabilmente romana, ma l'imperatore Adriano decise di ritirarsi dalle conquiste territoriali di Traiano. Resta incerto se la Characene rimase indipendente o se fu posta sotto il diretto dominio partico. Il successivo re partico attestato nelle fonti antiche è Meredate, menzionato in un'iscrizione a Palmira databile al 131.
Nel 221-222, un persiano di etnia persiana, Ardashir, che era re di Perside, guidò una rivolta contro i Parti, fondando l'Impero sasanide. Secondo le successive storie arabe, egli sconfisse le forze caracene, uccise l'ultimo sovrano, ricostruì la città e la rinominò Astarābād-Ardašīr. L'area intorno a Charax, che era stata lo stato di Characene, era conosciuta con il nome aramaico di myšn, myšwn nel Talmud babilonese (Baba Kamma 97b; Baba Bathra 73a; Shabbat 101a), o myšyn come attestato in una ciotola per incantesimi aramaica di Nippur, che fu poi adattato dai conquistatori arabi come Maysān.
Charax continuò, sotto il nome di Maysān, con testi persiani che menzionano vari governatori per tutto il V secolo. Una chiesa nestoriana vi è menzionata nel VI secolo. La zecca di Charax sembra essere continuata per tutto l'impero sassanide e nell'impero omayyade, coniando monete fino al 715.
I primi riferimenti del I secolo d.C. indicano che il popolo di Characene era indicato come Μεσηνός e viveva lungo il lato arabo della costa alla testa del Golfo Persico.

## Sovrani di Characene
- Aspasine c. 127-124 a.C.
- Apodaco c. 110/09-104/03 a.C.
- Tiraios I 95/94-90/89 a.C.
- Tiraios II 79/78-49/48 a.C.
- Artabazo 49/48-48/47 a.C.
- Attambelo I 47/46-25/24 a.C.
- Teonesio I c. 19/18 a.C.

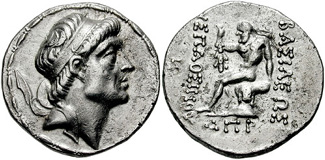
Aspasine (209-124 a.C.), fondatore del regno.

- Attambelo II c. 17/16 a.C. - d.C. 8/9
- Abinergao I 10/11; 22/23
- Orabaze I c. 19
- Attambalos III c. 37/38-44/45
- Teonesio II c. 46/47
- Teonesio III c. 52/53
- Attambelo IV 54/55-64/65
- Attambelo V 64/65-73/74
- Orabaze II c. 73-80
- Pacoro 80-101/02
- Attambelo VI c. 101/02-105/06
- Teonesio IV c. 110/11-112/113
- Attambelo VII 113/14-117
- Meredate c. 131-150/51
- Orabaze II c. 150/51-165
- Abinergaio II (?) c. 165-180
- Attambelo VIII c. 180-195
- Maga (?) c. 195-210
- Abinergao III c. 210-222